# Pallab Kirtania
Pallab Kirtania (nacido el 14 de agosto de 1964 en Bengala Occidental), es un actor, cantante, compositor y escritor indio, de origen bengalí. Uno de los artistas, más reconocidos en Calcuta. Estudió en el Katiahat BKAP Institution, donde hizo también su especialidad en el Colegio Médico y en un Hospital de Calcuta.

## Discografía
- Shaon
- Ghumer Pata
- Dhulokhela
- Muktobeni

## Libros
- Ganer Mati (Abhijan Publishers, 2012)
- Patar Porijon (Abhijan Publishers, 2013)
- Patar Canvas (Abhijan Publishers, 2014)